# Un casse sans casse
Un casse sans casse (France) ou La Dernière des tites mères rouges (Québec) (The Last Of The Red Hat Mamas) est le 7e épisode de la saison 17 de la série télévisée d'animation Les Simpson.

## Synopsis
C'est le jour de la chasse aux œufs de Pâques à Springfield et Les Simpson y participent. Mais la journée se passe mal car Homer se bat avec le lapin de Pâques et humilie Marge devant ses amies. Homer, pour se faire pardonner, décide de trouver une amie à Marge.
On y apprend également que Milhouse est d'origine italienne et que son nom complet est Milhouse Mussolini Van Houten ! Sa grand-mère le frappe avec une branche d'olivier en criant « Idiota ! » à chaque fois que Milhouse parle anglais.
De son côté, Lisa prend des cours d'italien avec Milhouse pour partir à Rome. Marge rencontre une femme membre de l'association « Les Joyeuses Tomates mûres » et en devient membre, mais les autres membres lui font savoir qu'elles projettent de voler les œufs de Fabergé de M. Burns. L'opération est un demi-succès : Homer fait échouer le vol mais Marge parvient à voler un œuf en le cachant dans ses cheveux.

## Références culturelles

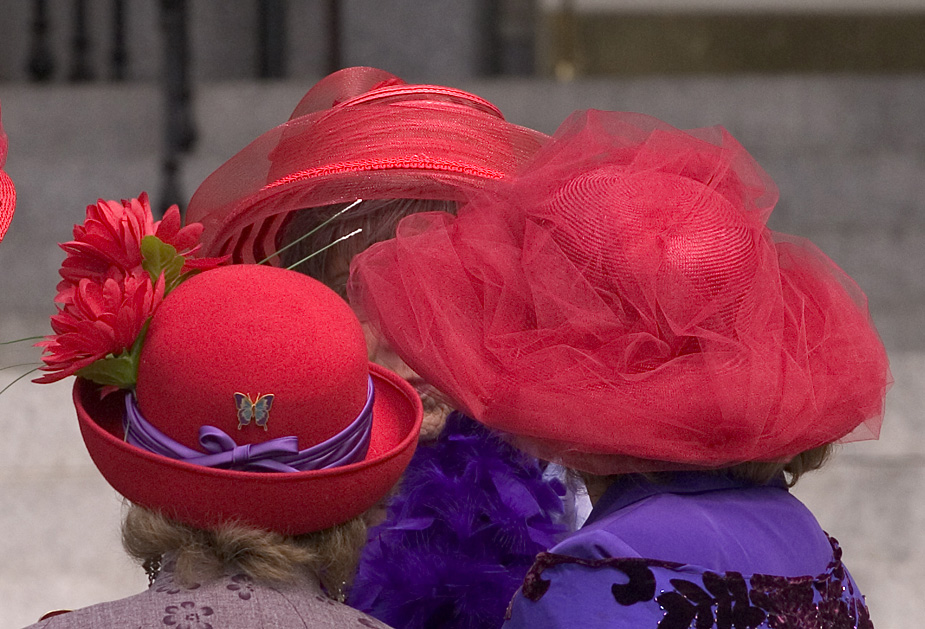
Conciliabule de dames de la Red Hats Society

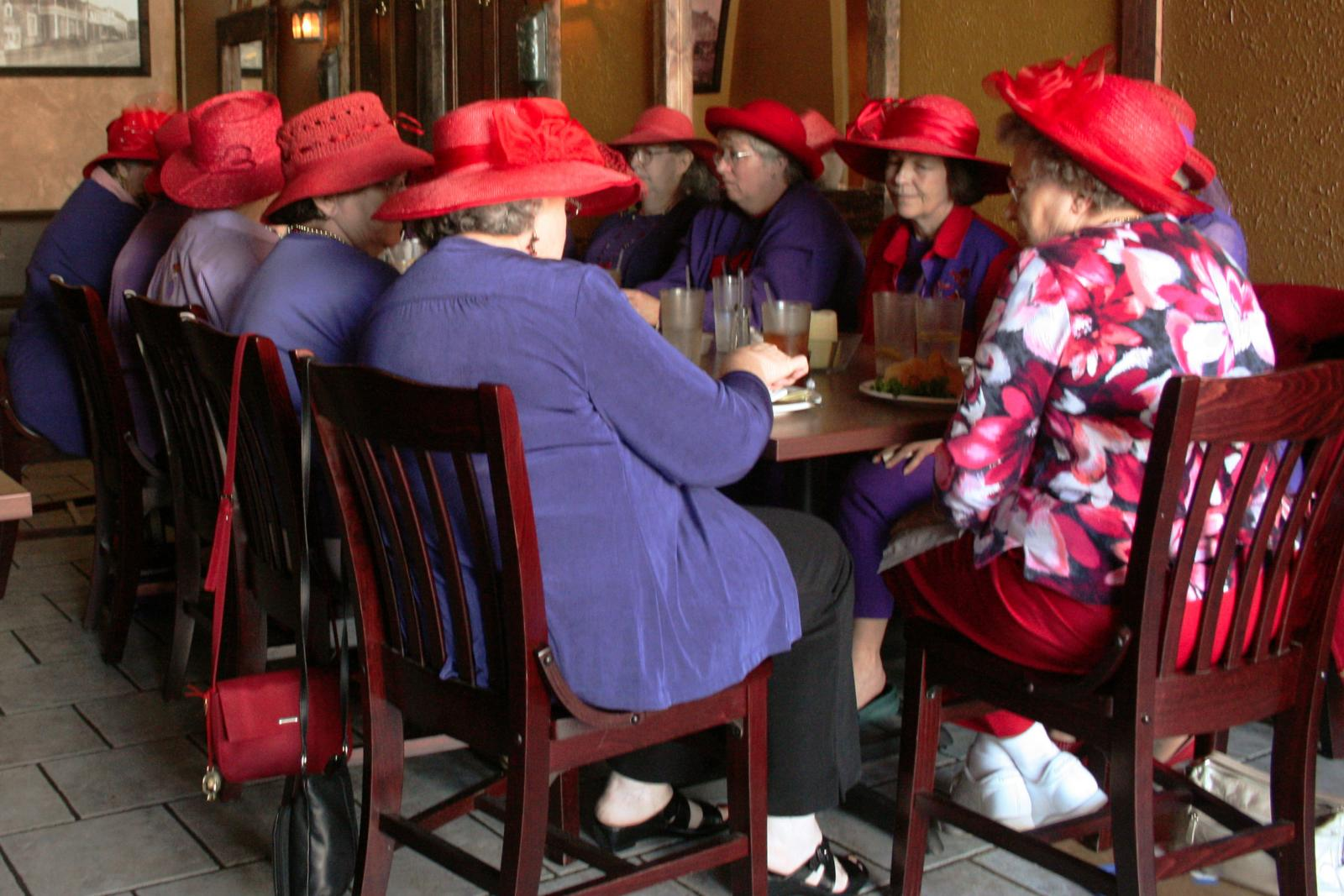
Une tablée de dames Red Hats en pleine activité sociale

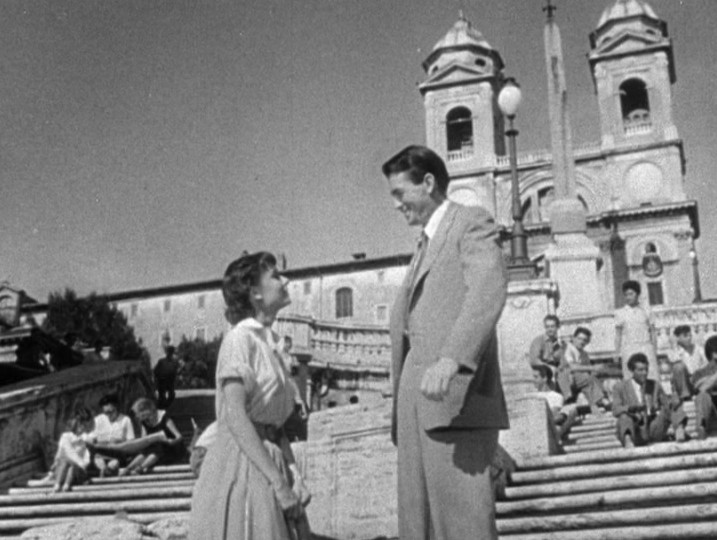
Lisa rève de Vacances romaines et apprend l'italien avec Milhouse…